# タートル潜水艇
タートル（Turtle）は世界で初めて実戦で使われた潜水艇。1775年、コネチカットでアメリカ入植者デヴィッド・ブッシュネルが港に停泊中の船に機雷を取り付ける手段として発明した。ジョン・トランブルがジョージ・ワシントンにこの発明を推薦し、ワシントンは半信半疑ながらもその機械の開発および評価に資金と支援を提供した。

## 概要

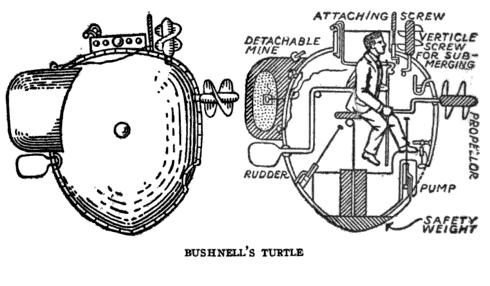
タートル潜水艇の図

この潜水艇を使い、船の船体に穴を開け、そこに59kgの火薬を詰めた樽を埋め込み、時限信管で爆発させることを想定していた。試験の大部分は発明者の兄弟エズラ・ブッシュネルがコネチカット川の水中で行った。
カメを思わせるその形状から「タートル」と名付けられた。本来の仕様によると全長2.4m、全高1.8m、全幅0.9mで、2枚の木製外殻にタールを塗り、鋼鉄製の帯で補強している。現代の潜水艦と基本原理は同じで、船底のタンクに水を引き込むことで潜水し、手動ポンプを回して排水することで浮上する。また、史上初めてスクリューで推進する方式を採用した船でもある。また、91kgの鉛を装備しており、それを放つことで瞬間的に浮力を増すことができる。人力で駆動し、1人乗りである。艇内の空気で約30分潜水でき、荒れていなければ1時間に約4.8km進むことができる。
上部に6つの小さく分厚いガラス窓があり、そこからしか自然光が入ってこない。ブッシュネルは艇内の照明をどうするか悩み、ろうそくを使うと限られた酸素の消費が早まることを知ると、ベンジャミン・フランクリンに助けを求めた。フランクリンは、羅針盤と測深計を生物発光の燐光で照らすアイデアを思いついた。その光は夜間の照明としては十分だったが、予想していたよりもかなり薄暗かった。これは、生物の代謝が温度に左右され、船体が海水で冷やされるためだった。

## ガバナーズ島攻撃

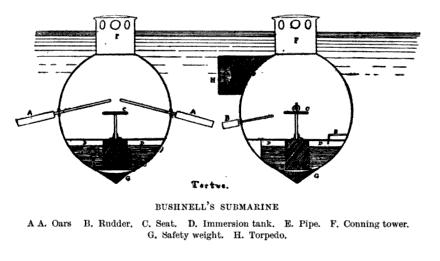
タートル潜水艇の図

1776年9月7日夜、キップス湾での戦闘を支援するため、エズラ・リーの操縦するタートル潜水艇はマンハッタンの真南にあるガバナーズ島に係留されていたリチャード・ハウ将軍の旗艦イーグルを攻撃した。通説では、銅板で船体が覆われていたためにリーが船体に穴を開けられなかったとされている。しかし実際には、薄い銅板にドリルで穴を開けられなかったはずがない。おそらく、リーがタートル号の操縦に不慣れだったため、イーグルの船体の1カ所にドリルを固定して回し続けられるほど安定させられなかったのではないかと言われている。ガバナーズ島はマンハッタンの真南にあり、ハドソン川とイースト川が合流する位置にある。したがって、流れが強く複雑だった。タートル号がこの場所に係留された船を攻撃できるとしたら、上げ潮と川の流れが釣り合った短時間だけだった。イギリス側の兵や船員が小型ボートで彼を追いかけてきたとき、リーが火薬を詰めた樽を放ち、イギリス側は何かの計略ではないかとひるみ、その隙にリーはなんとか逃れることができた。

## 余波
1777年、リーはナイアンティック湾に係留していたイギリスのフリゲート艦 HMS Cerberus を浮遊機雷で攻撃しようとした。その爆発によって、数名の船員が亡くなったが、船体に損傷を与えることはできなかったという。
タートル号はニュージャージー州フォートリーでイギリス側によって沈められた。数年後、トーマス・ジェファーソンへの手紙の中でブッシュネルはタートル号の回収を報告している。ブッシュネルはそれを解体した。

## 報告の正確性
イギリス側は潜水艇で攻撃されたこともイーグルを夜間に爆破しようとする攻撃があったことも記録に残していない（後の浮遊機雷による攻撃は記録に残っている）。イギリス側の記録にはタートル号のことと思われるボートに関する手紙があるだけで、それも真剣に受け止められていないものだった。
自然に浮上できるようにするため、垂直方向のスクリューは役に立たなかった。イーグルを攻撃するためにタートル号がとった航路は潮流を横切る形であり、結果としてエズラ・リーはイーグルに接近したころには疲れきっていたと考えられる。
以上から、エズラ・リーはタートル号ではなく単に覆いをかぶせたボートで攻撃を試みただけであって、士気を高めるためのプロパガンダとして話を作ったのではないかという説もある。

## 複製

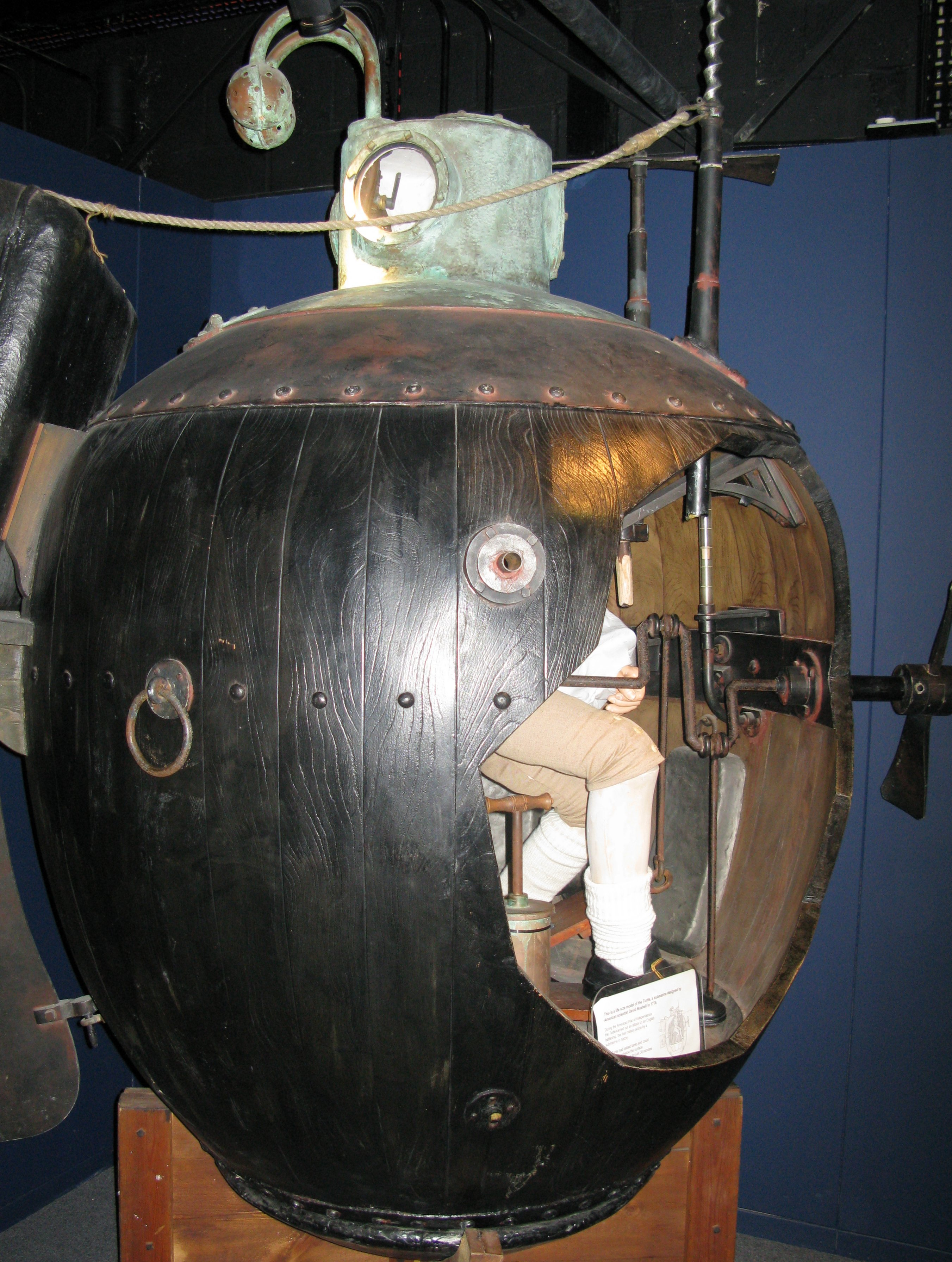
イギリスの Royal Navy Submarine Museum に展示されているレプリカ

1976年、アメリカ建国200周年のプロジェクトとして、Joseph Leary がタートル号のレプリカを設計し、Fred Frese が製作した。コネチカット州知事 Ella Grasso による進水式が行われ、コネチカット川で試験を行っている。この複製品は Connecticut River Museum の所有だが、Fred Frese の指導で地元の高校生が実動する複製を作っており、その手本としてその高校に貸し出されている。
2007年8月3日、ニューヨークに停泊中のクイーン・メリー2に許可なくタートル号の複製で近づこうとした3人の男が警察に取り押さえられた。この複製を作ったのはニューヨーク在住のアーティスト Philip "Duke" Riley とロードアイランド州の住人2名で、そのうちの1人はブッシュネルの子孫だと主張していた。危険な乗り物を所有しているということで、沿岸警備隊が召喚状を発行した。